# Monument à Émile Henricot
Pour les articles homonymes, voir Henricot.
Le Monument à Émile Henricot est un monument de l'époque Art nouveau également connu sous le nom de Monument Instruction et Travail et situé à Court-Saint-Étienne en Brabant wallon.

## Localisation
Le monument se dressait à l'origine au début de la place des Déportés, le long de la rue Émile Henricot mais il a été déplacé lors de sa restauration en 2007-2008 vers le fond de la place, face au Hall n° 11 de l'usine Henricot n°1.

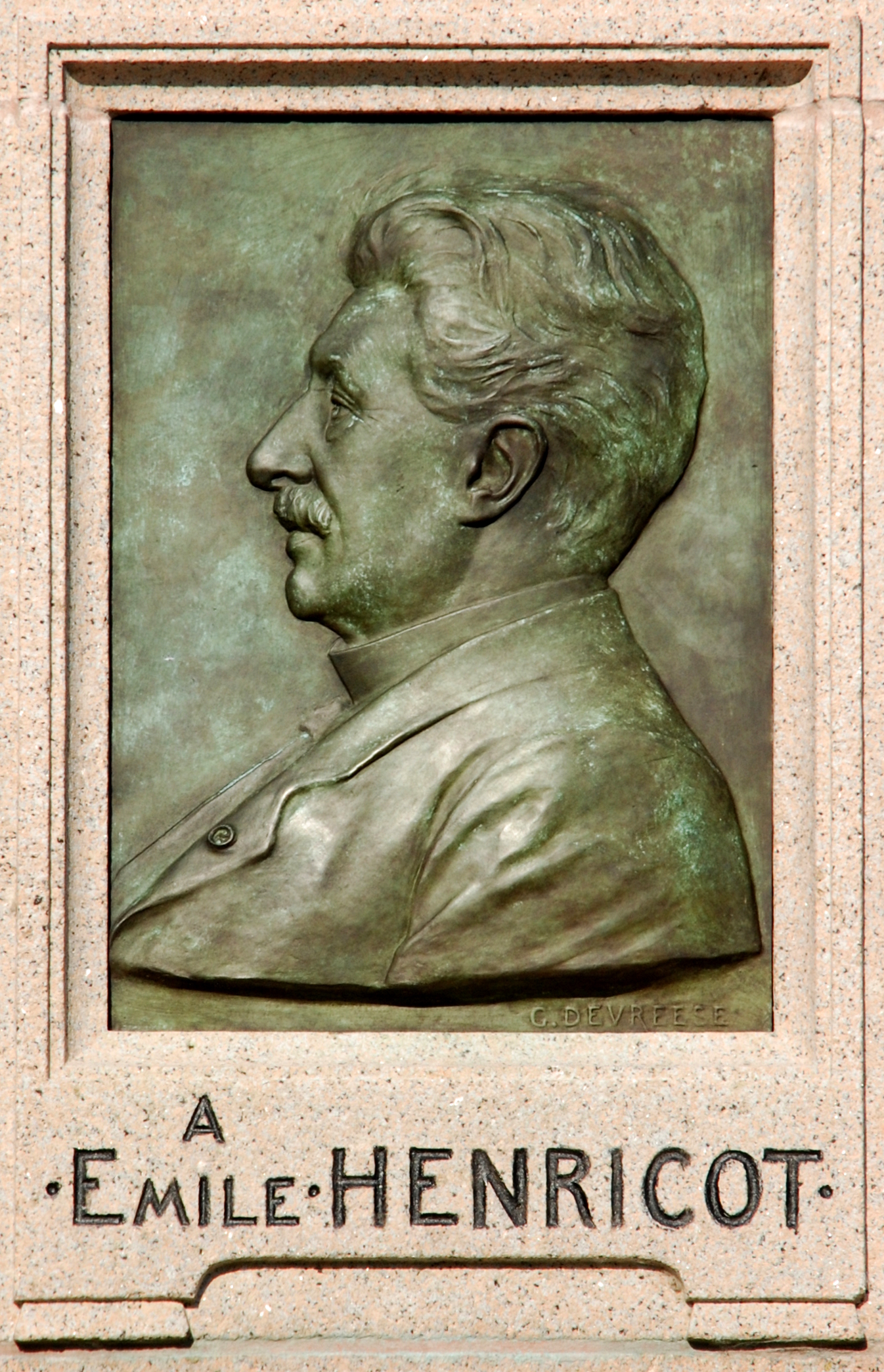
Le médaillon en bronze représentant Émile Henricot.

## Historique
Le monument, réalisé par l'architecte Henri Jacobs et le sculpteur Godefroid Devreese, a été inauguré en août 1911.
Il honore la mémoire de l'industriel Émile Henricot (1838-1910), fondateur des Usines Émile Henricot à Court-Saint-Étienne.
Le monument a fait l'objet d'une restauration en 2007-2008.

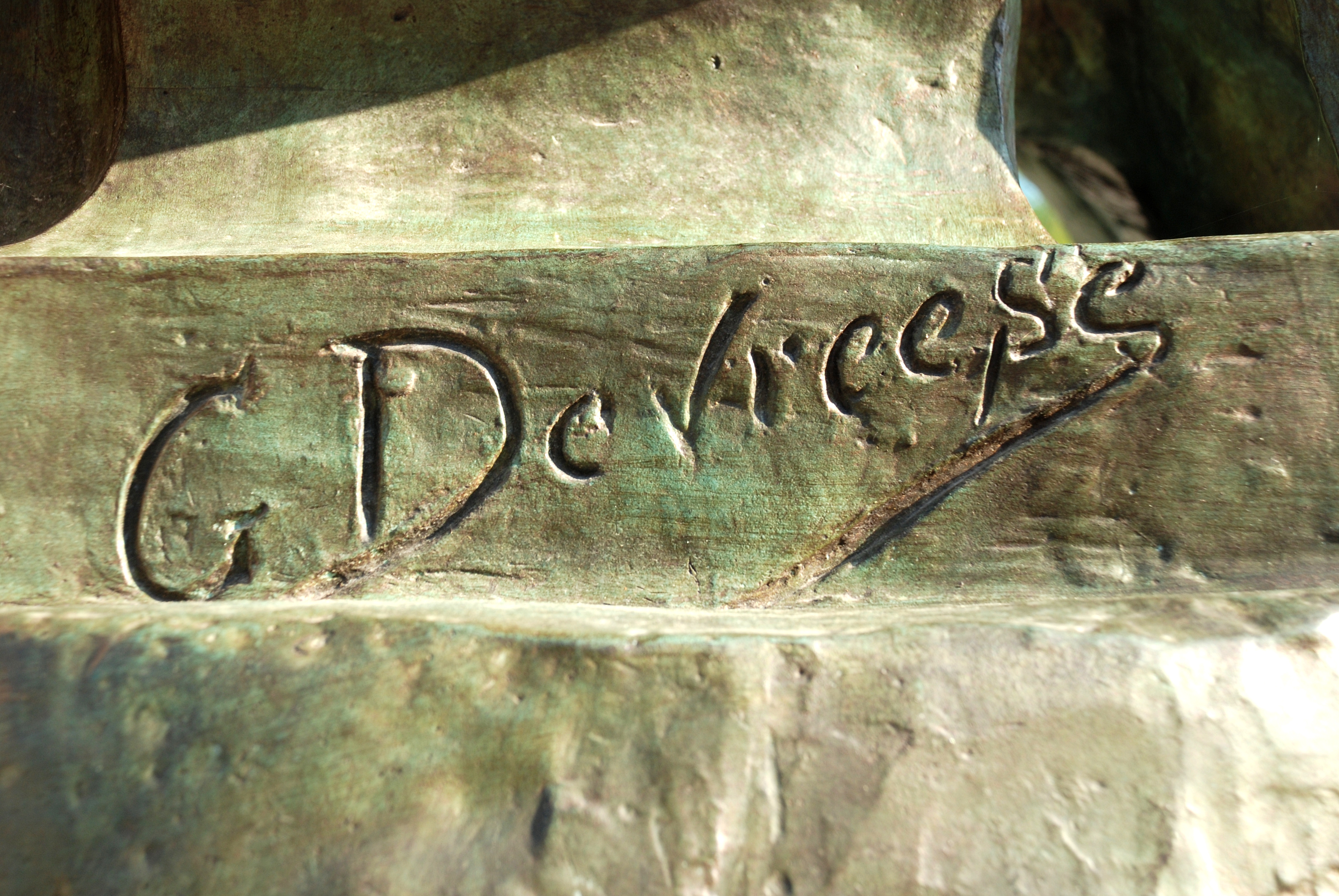
La signature de Godefroid Devreese.
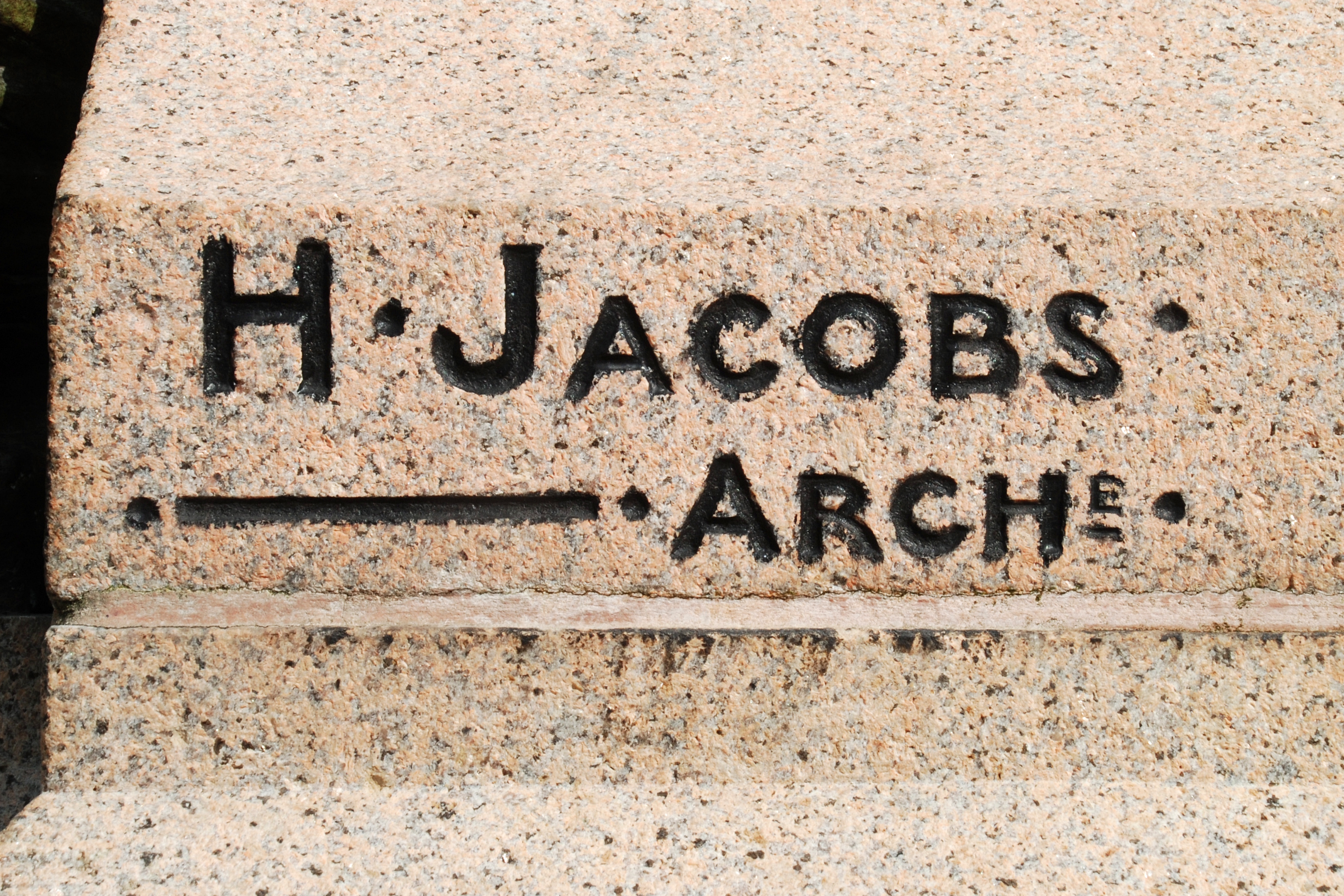
La signature de Henri Jacobs.

## Description

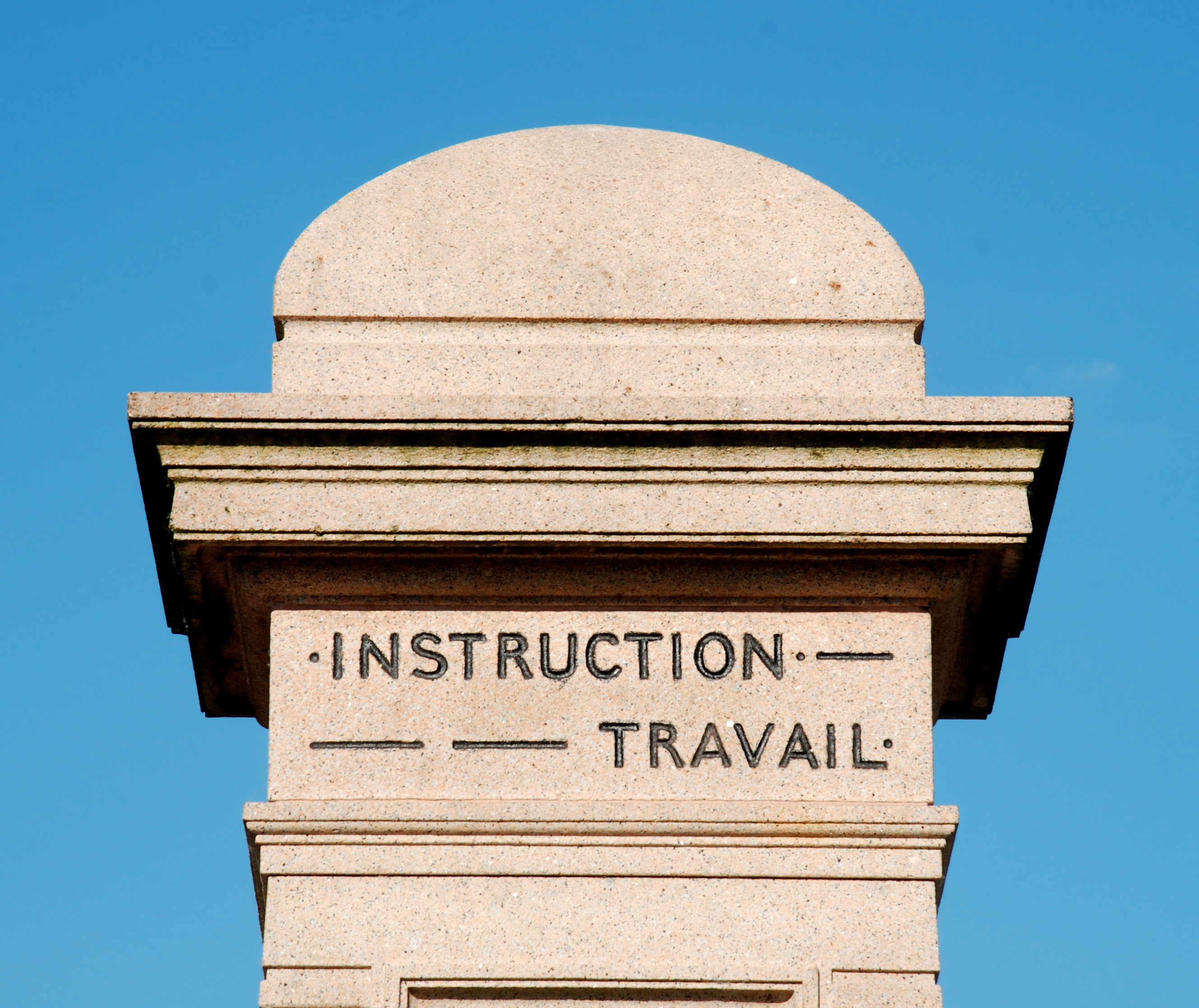
« Instruction - Travail ».

Le monument est une stèle commémorative en granit rose d'environ 4m de haut, dessinée par Henri Jacobs.
Il est orné sur sa face orientale d'un médaillon en bronze représentant Émile Henricot vu de côté, sous lequel figure l'inscription « À Émile Henricot - 1838 - 1910 ».
Le sommet du monument arbore la mention « Instruction - Travail », par laquelle on le désigne parfois.
Sous le médaillon se dresse une statue de bronze de Godefroid Devreese représentant le plus ancien ouvrier et le plus jeune apprenti des usines en 1910.
La statue symbolise la transmission du savoir entre le maître et l'apprenti. Assis sur une enclume, un vieil ouvrier initie un apprenti à la lecture du plan. Le jeune garçon, debout, tient à la main la pièce métallique (une roue) représentée sur le plan posé sur le tablier du vieil homme.
Au pied des personnages, on aperçoit plusieurs outils, comme des pinces et une masse, ainsi qu'une roue d'engrenage.
Le socle en granit porte, sur le côté droit, la signature de l'architecte Henri Jacobs.
La statue en bronze porte, sur le côté gauche, la signature de Godefroid Devreese et, à droite, la mention « Fonderie Nationale des Bronzes  - Ancienne firme J. Petermann - St Gilles - Bruxelles ».

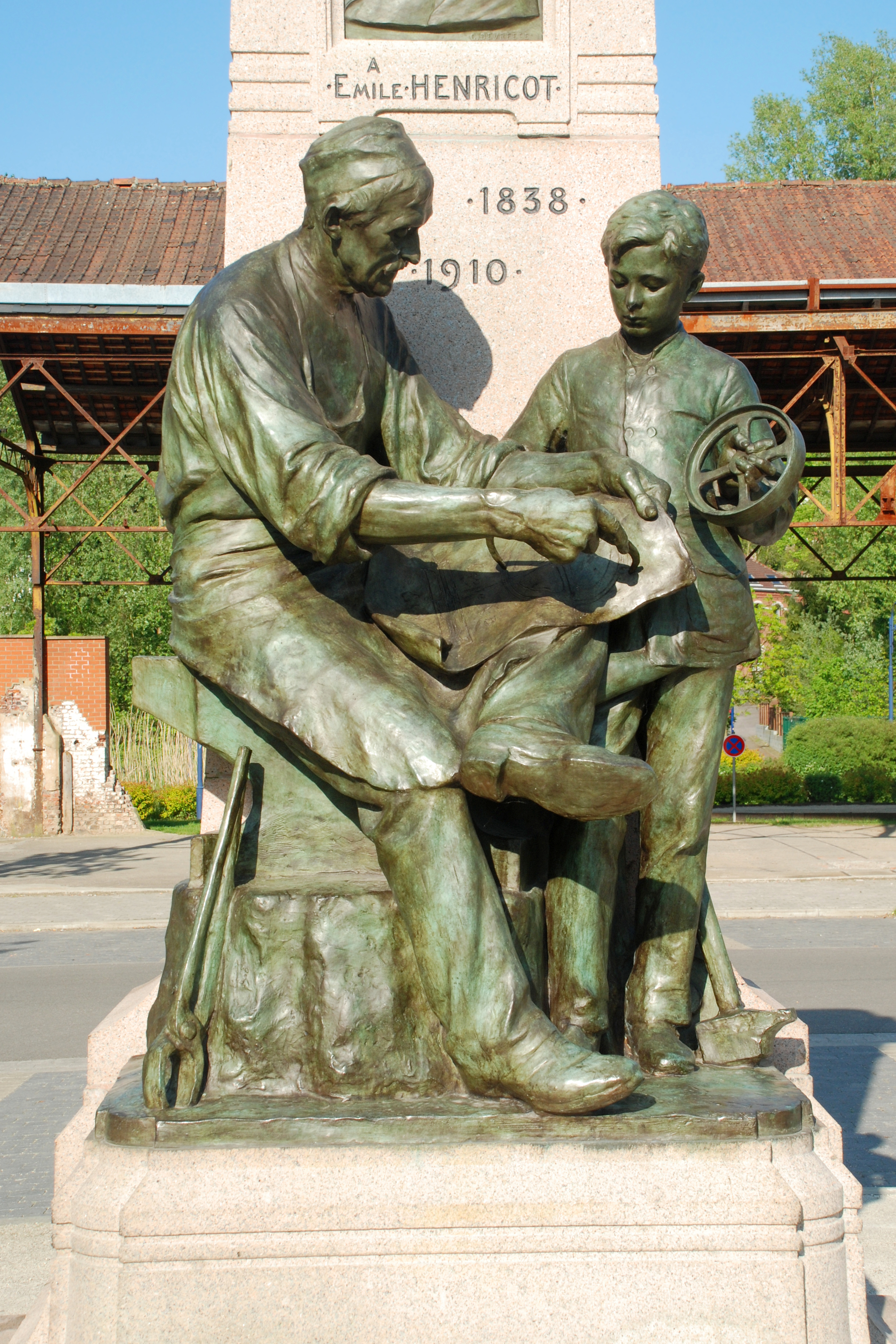
Le vieil ouvrier et l'apprenti.
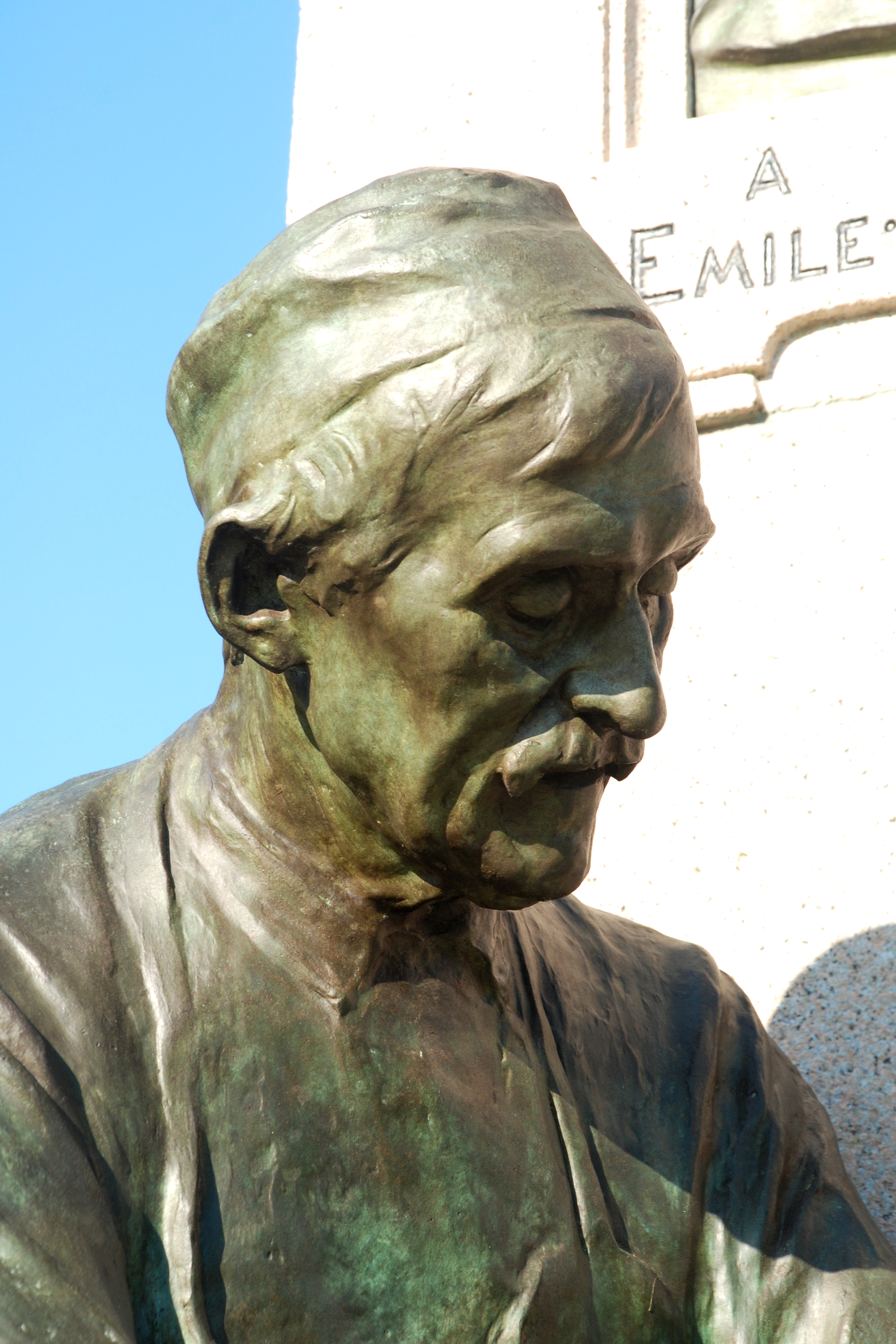
Le vieil ouvrier.
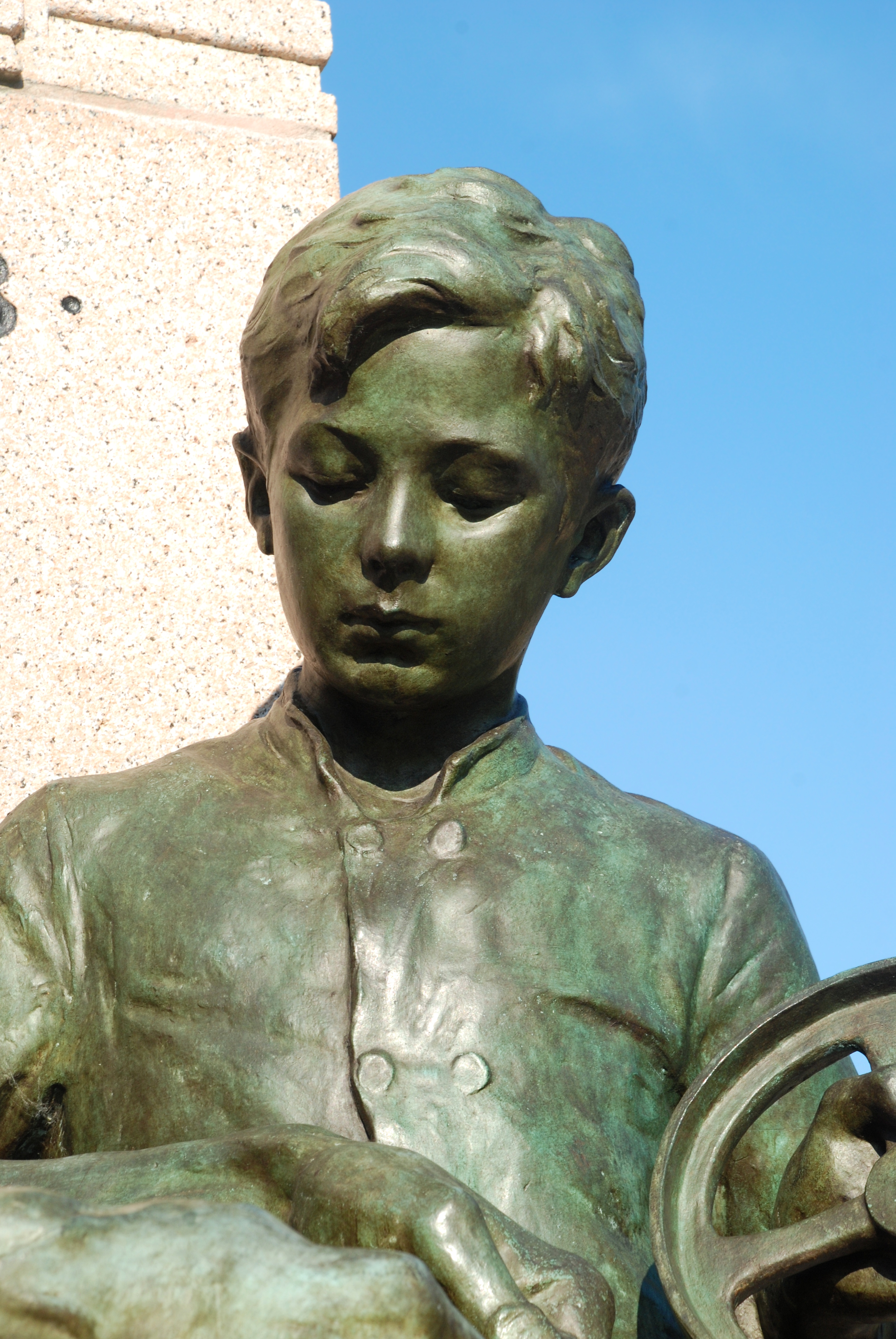
L'apprenti.
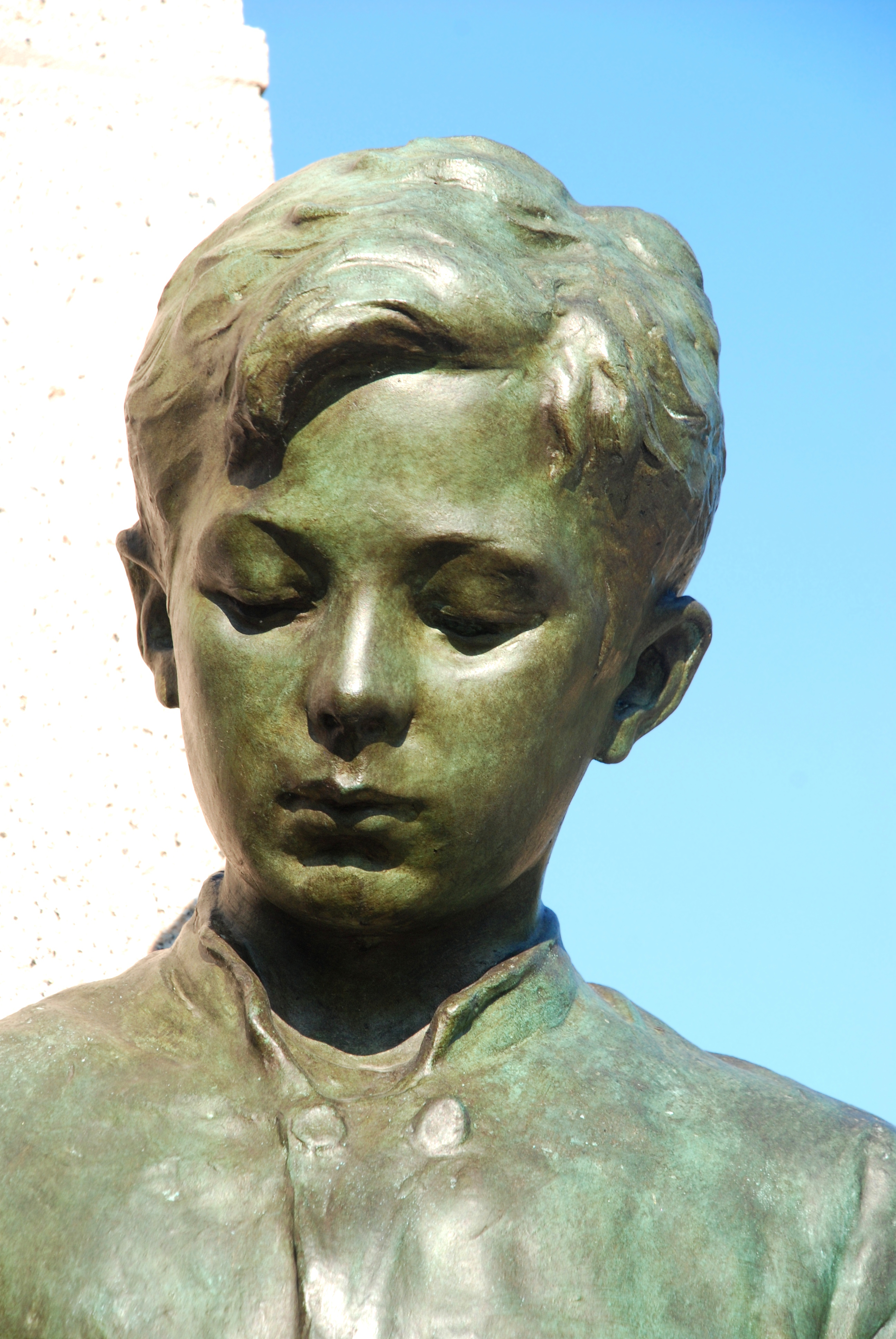
Le visage de l'apprenti.
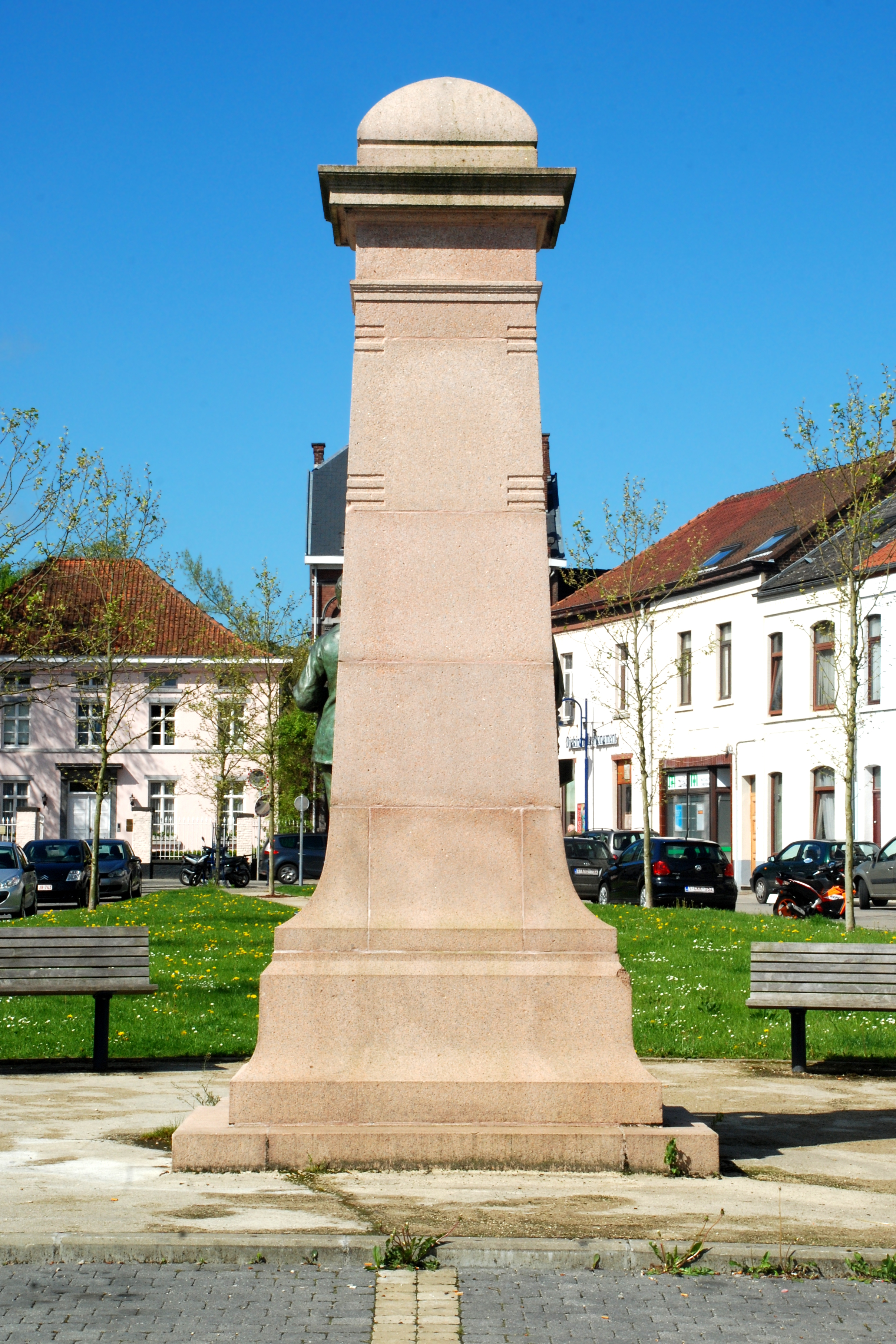
La face arrière du monument.